# Blok 23
Le Blok 23 (en serbe cyrillique : Блок 23) est un quartier de Belgrade, la capitale de la Serbie. Il est situé dans la municipalité de Novi Beograd.

## Localisation
Le Blok 23 est situé sur la rive gauche de la Save. Il est entouré par les Bloks 19, 19a, 22, 24, 25, 42 et 43. De forme rectangulaire, il est bordé la rue Antifašističke borbe à l'ouest, le Bulevar Arsenija Čarnojevića au nord, par la rue Milentija Popovića à l'est et par le Bulevar Milutina Milankovića au sud.

## Caractéristiques
Le Blok 23 est un quartier moderne, principalement résidentiel. On y trouve notamment deux rangées d'immeubles nommées Petica (au nord) et Šestica (au sud). Le Blok dispose également de terrains de tennis.

## Éducation
L'école maternelle Leptirić est située 34 rue Milentija Popovića et l'école élémentaire Laza Kostić au n° 72 de la même rue. L'école maternelle Pčelica se trouve au 75 rue Antifašističke borbe.

## Transports
Plusieurs lignes de bus de la société GSP Beograd desservent le Blok, soit les lignes 18 (Medaković III - Zemun Bačka), 60 (Zeleni venac – Gare ferroviaire de Novi Beograd), 67 (Zeleni venac – Novi Beograd Blok 70a), 74 (Omladinski stadion – Bežanijska kosa), 89 (Vidikovac – Čukarička Padina – Novi Beograd Blok 61), 95 (Novi Beograd Blok 45 – Borča III) et 601 (Gare principale de Belgrade – Surčin).
Plusieurs lignes de tramway desservent aussi le quartier : lignes 7 (Ustanička - Blok 45), 7L (Tašmajdan - Blok 45), 9 (Banjica - Blok 45), 11 (Kalemegdan - Blok 45) et 13 (Blok 45 – Banovo brdo).